# Operculina hamiltonii
Operculina hamiltonii là một loài thực vật có hoa trong họ Bìm bìm. Loài này được (G. Don) D.F. Austin & Staples mô tả khoa học đầu tiên năm 1983.